# Conus ornatissimus
Espèce
Conus ornatissimus est une espèce fossile de mollusques gastéropodes marins de la famille des Conidae.

## Taxonomie

### Publication originale
L'espèce Conus ornatissimus a été décrite pour la première fois en 1883 par le géologue et paléontologiste germano-néerlandais Johann Karl Ludwig Martin (d) (1851-1942).